# Сквер Лесі Українки
Сквер Лесі Українки — сквер у м. Кременчуці.

## Розташування
Розташований в районі проспекту Лесі Українки № 115. Площа скверу 0, 35 га.
В двохстах метрах від скверу знаходиться Кременчуцька початкова школа № 15.

## Історія
Сквер Лесі Українки був створений відповідно до рішення ХХХ сесії Кременчуцької міської ради Полтавської області VII скликання від 30 травня 2018 року «Про надання зеленим зонам загального користування в м. Кременчуці статусу скверів з присвоєнням їм назв».
У сквері викладені доріжки, двома колами встановлені лави та урни, поруч облаштований дитячий майданчик. Висаджено більше 100 дерев та кущів, серед яких туя, ялини звичайні, сосни кримські, липи.
Найменований на честь видатної української письменниці Лесі Українки.